# Rossbach (Riedbach)
Der Rossbach ist ein 4 km langer Bach auf dem Gebiet der Gemeinde Obersontheim im Landkreis Schwäbisch Hall im nordöstlichen Baden-Württemberg, der beim Teilort Untersontheim von links und Nordwesten in den Riedbach mündet, welcher sich gleich darauf in die Bühler ergießt.

## Geographie

### Verlauf
Der Rossbach entsteht etwa 2 km westnordwestlich des Teilortes Hausen in einem Waldtal unterhalb des westlichen Zangholzes auf knapp 430 m ü. NHN. Er läuft von hier aus recht nahe neben einem Waldweg ostwärts und erreicht nach etwa 700 m die Flurgrenze. Wenig weiter lässt er an einer Spitze von diesem den Wald ganz hinter sich und begleitet von nun an einen dort beginnenden Feldweg. Nach etwa 1,1 km ab Quelle läuft ihm an einem schlanken Niedergehölzdreieck von rechts sein unbeständiger, etwa gleich langer rechter Oberlauf zu, der nur etwa 300 m südlich von ihm selbst und in ähnlicher Höhenlage in einem parallelen Waldtal unterhalb der westlichen Winterhalde entsteht. Obwohl dieser Quellast nicht immer Wasser führt, ist das Mündungsdreieck krautig bewachsen und scheint dauerfeucht. Etwa 2 km unterhalb der Quelle läuft von links ein kurzer Bach aus dem Hart zu. Bis hierher hat sich der Rossbach erst eine recht flache und weite Mulde gegraben.
Danach unterquert er die Bühlertalstraße (L 1060) und läuft nun in sich bald stärker eintiefendem Tal ostsüdöstlich, begleitet von Erlen und einem Grünlandstreifen auf dem schmalen Talboden, über dem auf beiden Hügelböschungen sich weithin Felder erstrecken. So fließt er zwischen dem Teilort Ummenhofen auf dem linken und zwei Aussiedlerhöfen auf dem rechten Gegenhügel hindurch und erreicht Untersontheim. Dort unterquert er kurz nacheinander in sonst offenem Lauf die K 2620 Ummenhofen–Obersontheim und die K 2619 Oberfischach–(Vellberg-)Merkelbach. Nach der letzten Straßenquerung hat er die bei Untersontheim sehr breite Talaue der Bühler erreicht und knickt in einem Graben nach Südsüdosten ab. Nach weniger als zweihundert Meter entlang dem Ostrand des Dorfes mündet er von links nach einem Lauf von 4,1 km Länge und auf etwa 362 m ü. NHN in den Riedbach, der hier selbst etwa einen Kilometer kürzer ist. Etwa hundert Meter weiter mündet dann der vereinte Bach von links und Nordwesten an einer Spitzwende in die hier recht mäanderreiche Bühler.

### Aubach
Auf manchen Karten ist in Fortsetzung des ostsüdöstlichen Laufs des Rossbachs etwas nach seinem Knick hinter der zweiten Straßenunterquerung in Untersontheim ein Aubach in der weiten linken Bühleraue eingezeichnet, der in gewundenem Lauf ostwärts weiterzieht und etwa 0,6 km weiter abwärts auf etwa 360 m ü. NHN in eine Spitzkehre der Bühler mündet. In der Natur ist von diesem – vielleicht dort inzwischen verlandeten oder aufgefülltem – Gewässer in der linken Bühleraue mit etwa 0,1 km² Einzugsgebiet auf dem öffentlich einsehbaren größten Teil der Trasse nur ein kurzer feuchter, auf etwa 363 m ü. NHN in einem Hinterhof beginnender Graben bis hin zu einem grasigen Feldweg ostwärts durch die Aue zu sehen und dann erst wieder kurz vor der eingezeichneten Mündung eine nicht sehr tiefe, röhrichtbestandene und zuweilen feuchte Geländerinne. Eine längerreichende Verrohrung ist zumindest nicht zu erkennen und erscheint wegen der Windungen der dargestellten Trasse unwahrscheinlich. Möglicherweise ist dieser Aubach ganz oder teilweise der Rest eines einst unterhalb des Riedbachs direkt in die Bühler mündenden Unterlaufs des Rossbachs.

### Einzugsgebiet
Der Rossbach hat ein Einzugsgebiet von etwa 2,6 km² Größe. Sein westlichster Teil mit dem Quellgebiet im Wald bis zur Flurgrenze rechnet naturräumlich zum Unterraum Fischachbucht und Randhöhen der Schwäbisch-Fränkischen Waldberge, der überwiegende Teil östlich davon in Gänze zum Unterraum Vellberger Bucht der Hohenloher und Haller Ebene.
Der höchste Punkt im Einzugsgebiet liegt an dessen Nordwestspitze auf dem Gipfelplateau des unbewaldeten, etwa 473 m ü. NHN hohen Bergs nordöstlich von Herlebach. Von hier zieht die nördliche Wasserscheide ostwärts durchs Hohenrot zum Bergsporn Sandrain, steigt dort ab und läuft dann, auf einem immer noch recht markanten Hügelkamm, nach Ummenhofen. Dort biegt sie nach Südosten ab und läuft zuallerletzt südlich durchs östliche Untersontheim bis zur Mündung. Auf dem Abschnitt bis wenig vor Ummenhofen konkurriert jenseits der im Vellberg-Eschenauer Taubenloch in die Bühler mündende Steinbach, danach die Bühler selbst.
Von der Mündung zieht dann die südliche Wasserscheide zwischen Friedhof und alter Schule westnordwestlich auf den Hügelrücken und über die auf dessen Kamm stehenden zwei Ummenhofener Aussiedlerhöfen zur L 1060. Jenseits dieser Straße zieht sie wenig ausgeprägt westlich, dann auf den Waldsporn zwischen Winterhalde innerhalb und Dachsbau im Süden außerhalb bis ins Haubühl. Jenseits der Grenze sammelt fast bis dorthin der den Rossbach aufnehmende Riedbach den Abfluss, teilweise über seinen linken Zufluss Tatzenbach, weiter im Westen selbst unter dem Namen Brückbach.
Hinter der westlichen Wasserscheide konkurriert die Fischach. Diese Seite der Einzugsgebietsgrenze läuft hier bis zum abrupten Anstieg zum Berg lange unscheinbar auf flacher Waldhochebene.
Bis auf winzige Zwickel an seinem Nordrand auf dem Kamm über dem Zangholz, die zur Kleinstadt Vellberg sind, liegt das Einzugsgebiet auf der Gemarkung der Gemeinde Obersontheim. Ausgenommen ganz im Westen im Quellgebiet, wo die Existenz des rechten Astes diese Verhältnisse umkehrt, läuft der Bach meist näher an der südlichen Wasserscheide, die oft merklich tiefer liegt.

### Zuflüsse und Seen
Liste der Zuflüsse und  Seen von der Quelle zur Mündung. Gewässerlänge, Seefläche, Einzugsgebiet und Höhe nach den entsprechenden Layern auf der Onlinekarte der LUBW. Andere Quellen für die Angaben sind vermerkt.
Ursprung des Rossbachs auf etwa 429 m ü. NHN im Waldgewann Mittlerer Gehrn nahe dem Waldweg vom Haubühl zum Sandrain. Der Bach fließt anfangs ungefähr ostwärts.
- (Waldbach), von rechts und Westsüdwesten auf etwa 403,2 m ü. NHN[LUBW 7] an einem kleinen Sumpf am Feldgewann Rot, ca. 1,1 km und ca. 0,3 km². Entsteht auf etwa 422 m ü. NHN unter der westlichen Winterhalde.
Der Rossbach selbst bis zu diesem Zufluss ist ca. 1,2 km lang und hat ein Einzugsgebiet von ca. 0,8 km².
- (Flurbach im Gewann Hart), von links und Nordwesten auf etwa 397 m ü. NHN an einem kleinen als Naturdenkmal beschilderten Feuchtgebiet etwa 250 Meter westlich der L 1060, ca. 0,5 km und ca. 0,2 km². Entsteht auf etwa 408 m ü. NHN am Feldweg vom Sandrain zum Abzweig der K 2620 von der L 1060.
- Passiert etwa 100 Meter nach Unterqueren der L 1060 in den Pfingstwiesen einen Teich links am Lauf auf etwa 394,1 m ü. NHN[LUBW 7] von unter 0,1 ha.
Ungefähr hier wechselt der Rossbach auf ostsüdöstlichen bis südöstlichen Lauf.
- Passiert wenige Schritte vor der Unterquerung der K 2620 in Untersontheim einen ehemaligen Löschwasserteich auf etwa 368 m ü. NHN, deutlich unter 0,1 ha[LUBW 8]

Mündung des Rossbachs von links und zuallerletzt Norden auf 362 m ü. NHN am Anfang eines Feldwegs in die Auwiesen am östlichen Ortsrand von Untersontheim in den Riedbach, der selbst weniger als 150 Meter weiter in die Bühler mündet. Der Rossbach ist 4,1 km lang und hat ein Einzugsgebiet von ca. 2,6X km².
Aubach, entsteht etwa 50 Meter östlich des Rossbach-Laufknicks nach Süden nach seiner Unterquerung der K 2619 in Untersontheim auf etwa 363 m ü. NHN, 0,6 km und unter 0,1 km², mündet unterhalb des Rossbach-Vorfluters Riedbach auf etwa 360 m ü. NHN in die Bühler.
Möglicherweise ein alter Mündungsarm.

### Ortschaften
Orte nahe am Lauf mit ihren Zugehörigkeiten. Nur die Namen tiefster Schachtelungsstufe bezeichnen Siedlungsanrainer.
- Landkreis Schwäbisch Hall
  - Gemeinde Obersontheim
    - Ummenhofen (Weiler, linker Hügelhang und -kamm)
    - Aussiedlerhöfe An der Steige (gegenüber Ummenhofen, rechter Hügelkamm)
    - Untersontheim (Dorf)

Außer diesen Orten und Siedlungsplätzen gibt es keine weiteren Orte im Einzugsgebiet.

## Geologie
Beide Quelläste des Rossbachs entspringen im Gipskeuper (Grabfeld-Formation), aus dem der Bach erst zwischen Ummenhofen und den gegenüberliegenden Aussiedlerhöfen in den Lettenkeuper (Erfurt-Formation) wechselt, in welchem er dann auch mündet. Am Westrand des Einzugsgebietes gibt es über den Quellen im oberen Gipskeuper noch eine Verebnungsfläche in der Corbula-Schicht, zuweilen liegen darüber auch noch    Estherienschichten im Gipskeuper. Im höchsten Teil des Einzugsbereichs, auf dem Herlebacher Berg und auf seinem Ostsporn Hohenrot, liegt auf dieser Schicht noch eine Schilfsandstein-Stufe (Stuttgart-Formation).

## Schutzgebiete
Am Zufluss des kurzen Baches aus dem Hart ist ein Feuchtgebiet Naturdenkmal. Die zum Fischachtal hin offene Flur des Bergs und der sich unter einer Geländestufe daran südlich anschließenden Hochebene gehört zum Landschaftsschutzgebiet Fischachtal mit Nebentälern und angrenzenden Gebieten zwischen Herlebach und Kottspiel. Geschützte Biotope im Einzugsgebiet sind die beiden Feuchtgebiete am Zusammenfluss der Quelläste sowie am Zulauf des Bachs durch den Hart; Hecken am Waldaustritt des rechten Quellastes und nach der Unterquerung der Bühlertalstraße gleich links in den Waltenäckern; ein alter Hohlweg neben dem neueren Feldweg vom Weiler Siehdichfür zum Sandrain; ein noch genutzter am nördlichen Ortsausgang von Ummenhofen am Wasserturm.

### LUBW
Amtliche Online-Gewässerkarte mit passendem Ausschnitt und den hier benutzten Layern: Lauf und Einzugsgebiet des Rossbachs

Allgemeiner Einstieg ohne Voreinstellungen und Layer: Daten- und Kartendienst der Landesanstalt für Umwelt Baden-Württemberg (LUBW) (Hinweise)
1. 1 2 3  Höhe nach dem Höhenlinienbild auf dem Hintergrundlayer Topographische Karte.
2. 1 2 3  Länge nach dem Layer Gewässernetz (AWGN).
3. 1 2 3  Einzugsgebiet abgemessen auf dem Hintergrundlayer Topographische Karte.
4. 1 2  Die Trasse des Aubachs auf dem Layer Gewässernetz (AWGN) folgt genau dem auf
  - Meßtischblatt 6925 Obersontheim von 1936 in der Deutschen Fotothek

noch eingezeichneten Verlauf.
5. ↑  Länge abgemessen auf dem Hintergrundlayer Topographische Karte.
6. ↑  Seefläche nach dem Layer Stehende Gewässer.
7. 1 2  Höhe nach schwarzer Beschriftung auf dem Hintergrundlayer Topographische Karte.
8. ↑  Seefläche abgemessen auf dem Hintergrundlayer Topographische Karte.
9. ↑  Schutzgebiete nach den einschlägigen Layern

### Andere Belege
1. ↑  Wolf-Dieter Sick: Geographische Landesaufnahme: Die naturräumlichen Einheiten auf Blatt 162 Rothenburg o. d. Tauber. Bundesanstalt für Landeskunde, Bad Godesberg 1962. → Online-Karte (PDF; 4,7 MB)
2. ↑  Geologie nach der unter → Literatur aufgeführten geologischen Karte. Einen gröberen Überblick verschafft auch: Mapserver des Landesamtes für Geologie, Rohstoffe und Bergbau (LGRB) (Hinweise)